# Rhosneigr
Rhosneigr är en by på ön Anglesey, i kommunen Isle of Anglesey, i Wales. Byn är belägen 214,7 km 
från Cardiff. Orten har 838 invånare (2016).